# Miguel Alemán, Chicomuselo
Miguel Alemán är en ort i Mexiko.   Den ligger i kommunen Chicomuselo och delstaten Chiapas, i den sydöstra delen av landet, 800 km sydost om huvudstaden Mexico City. Miguel Alemán ligger 1 148 meter över havet och antalet invånare är 547.
Terrängen runt Miguel Alemán är bergig söderut, men norrut är den kuperad. Terrängen runt Miguel Alemán sluttar österut. Runt Miguel Alemán är det ganska glesbefolkat, med 36 invånare per kvadratkilometer. Närmaste större samhälle är Grecia, 12,3 km nordost om Miguel Alemán. I omgivningarna runt Miguel Alemán växer huvudsakligen savannskog.